# Somatochlora dido
Somatochlora dido е вид водно конче от семейство Corduliidae. Видът не е застрашен от изчезване.

## Разпространение
Разпространен е във Виетнам, Китай (Гуандун, Гуанси и Съчуан), Провинции в КНР и Тайван.